# Playa de Holkham
Playa de Holkham (en inglés, Holkham Beach) es un paraje protegido bañado por las aguas del Mar del Norte, a poca distancia del pueblo que le debe el nombre, Holkham, y en medio de la reserva natural nacional de Holkham, en la parte más norteña del condado de Norfolk, Reino Unido. Fue calificada por la publicación Condé Nast Traveller como una de las 6 mejores playas del Reino Unido.

## Acceso

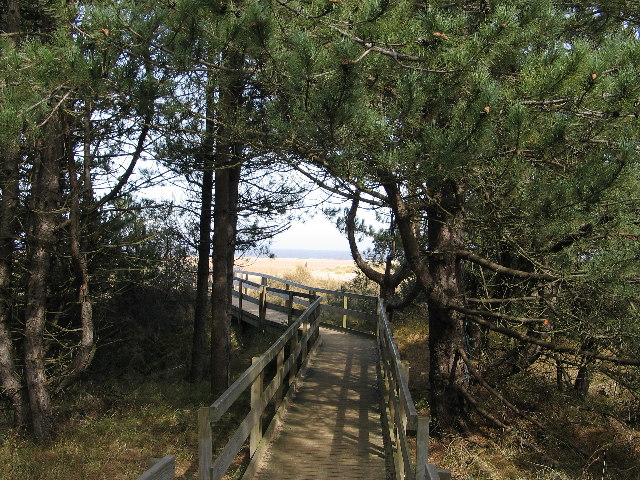
Parte final del acceso a la playa.

El acceso es por la carretera A149, conocida como The Coast Road hasta Lady Anne Road, donde parte un camino de plataformas de madera, que cruza el bosque de pinos de la reserva natural.

## Geografía
La playa es virgen, de arena dorada, ancha, solitaria y muy larga, abarcando más de 6 kilómetros y gracias a ser un paraje protegido, mantiene una forma irregular y salvaje, con varias entradas que adentran en la playa, destacando especialmente, la cuenca que dibuja una la media luna. Por el sur, está flanqueada por una extensa pineda y pantanos de sal y humedales. Por el este, cierra la playa el puerto de Wells. Por su índole de espacio protegido, no se pueden realizar ninguna actividad que ponga ne riesgo la flora o fauna, como ahora las barbacoas. La presencia de perros, también atados, está prohibida en algunas zonas de la misma.
 

Las mareas tienen un efecto muy notable sobre la playa. Gracias a su ubicación y gran longitud, resulta un paraje excelente para observar tanto puestas de sol (playa este), como las puestas de sol (playa oeste).

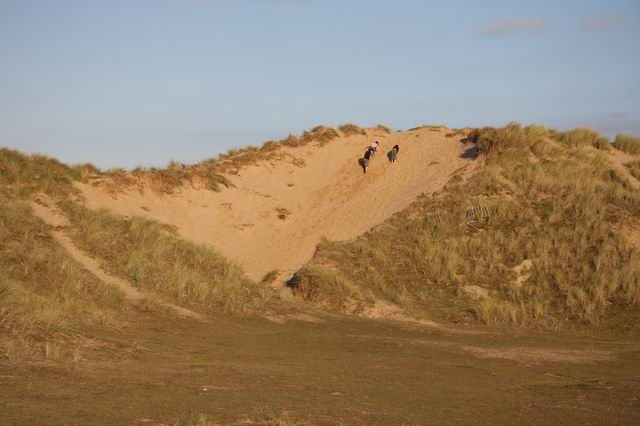
Dunas formadas en la playa.
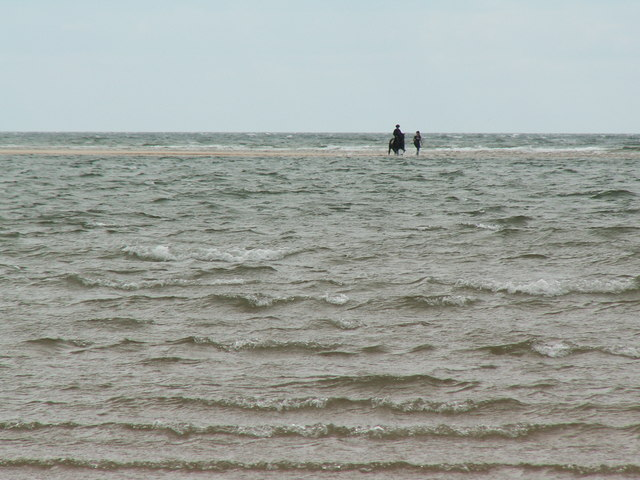
La mayor parte del Mar del Norte que toca la playa, tiene poca profundidad.
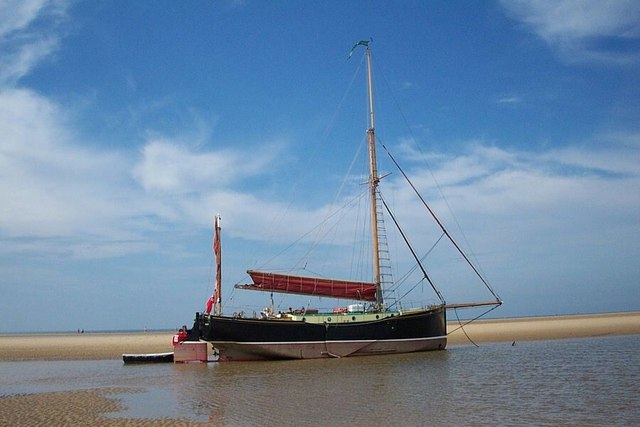
Efectos visibles de la marea, varando el barco.
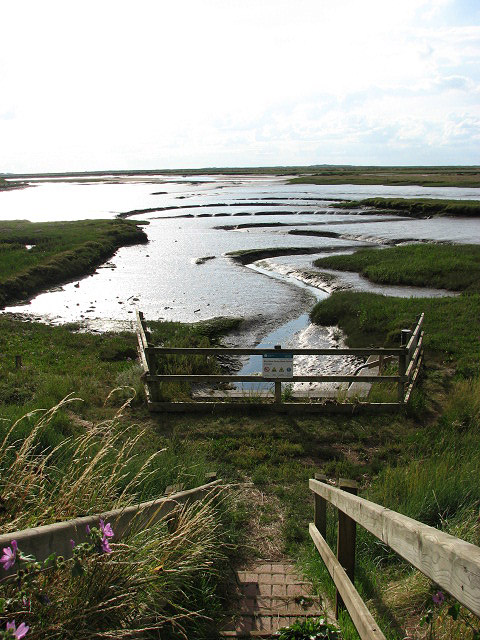
Salmueras.
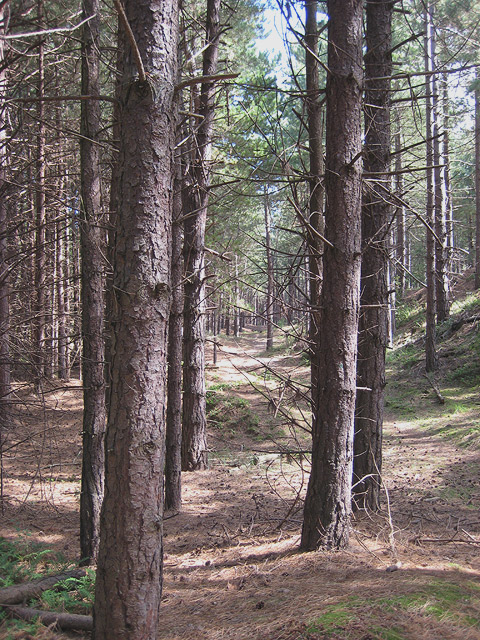
El denso pinar que delimita la playa por el sur.

## Fauna y flora salvaje

### Fauna

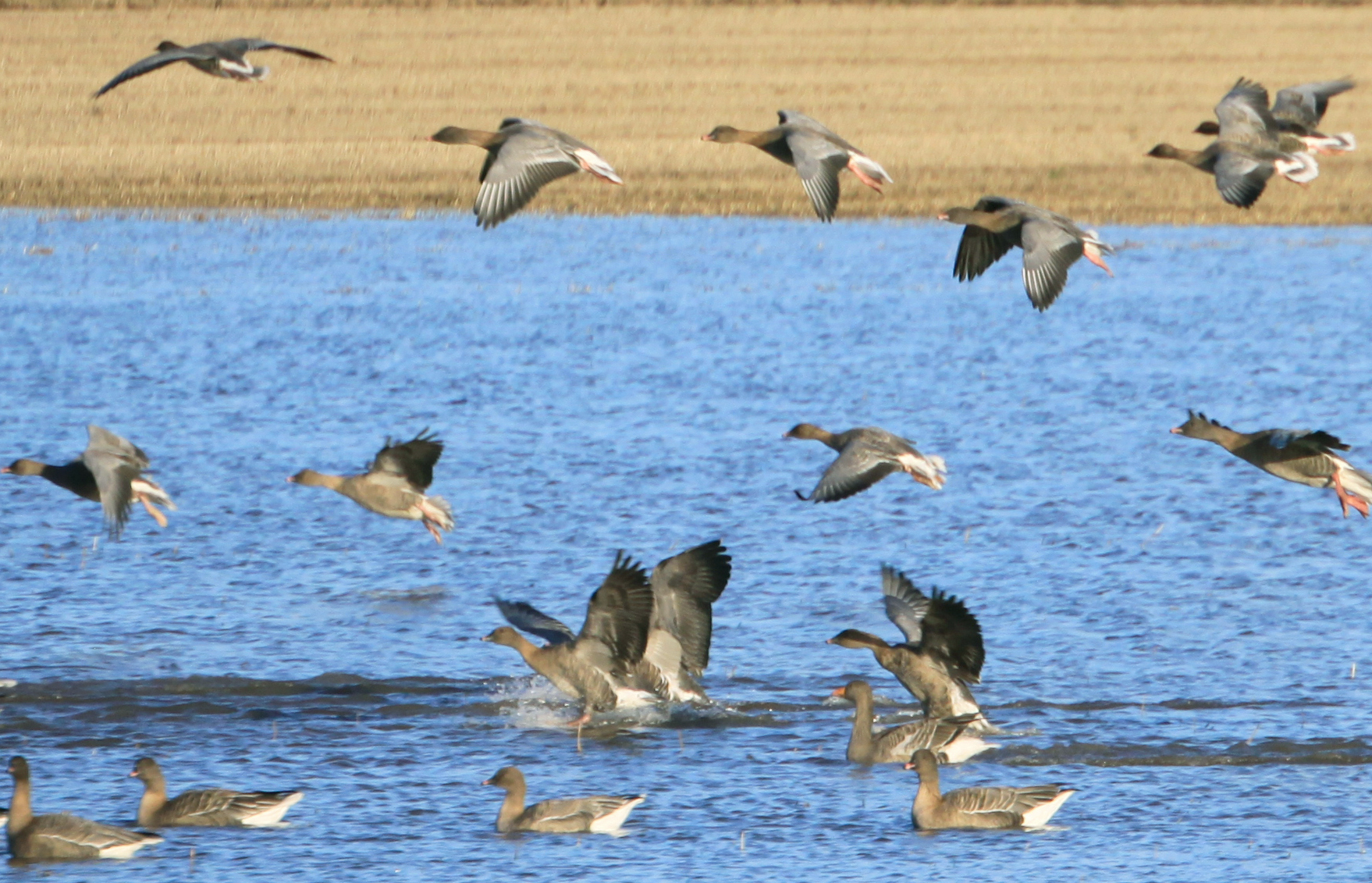
Ánsar piquicortos alzando el vuelo.

La fauna salvaje, especialmente las aves, es abundante gracias al gran tamaño de la playa, el bosque de pinos y los humedales que sirven como refugios a distintas especies de patos y ocas. Lasa colonias de aves son numerosas, tanto las residentes como las migrantes que llegan de otros países de Europa, convirtiéndose en un relevante destino para la observación de aves como activo de turismo ornitológico. Una de los momentos más destacados, es cuando se reúnen miles de ánsar piquicortos (Anser brachyrhynchus), pudiendo llegar hasta los 50.000 ejemplares. Un espectáculo que se repite desde que se registró a principios de 1800 hasta que llegó la Segunda Guerra Mundial y la playa se usó como campo de tiro, hecho que provocó que los gansos se fueran y no volvieran a ir a esa zona hasta pasados 30 años, a principios de los años 1990.
En el pinar que sigue en paralelo la playa, además de pequeños paseriformes, también alberga una colonia de ardillas rojas.
|           | Orden           | Nombre científico      | Nombre popular       |
| --------- | --------------- | ---------------------- | -------------------- |
| Aves      | Anseriformes    | Tadorna tadorna        | tarro blanco         |
| Aves      | Anseriformes    | Branta bernicla        | barnacla carinegra   |
| Aves      | Anseriformes    | Anser brachyrhynchus   | ánsar piquicorto     |
| Aves      | Charadriiformes | Charadrius hiaticula   | chorlitejo grande    |
| Aves      | Charadriiformes | Oystercatcher          | -                    |
| Aves      | Charadriiformes | Sternula albifrons     | charrancito común    |
| Aves      | Charadriiformes | Tringa totanus         | gamba roja comuna    |
| Aves      | Passeriformes   | Eremophila alpestris   | alondra cornuda      |
| Aves      | Passeriformes   | Carduelis flavirostris | pardillo piquigualdo |
| Aves      | Passeriformes   | Plectrophenax nivalis  | escribano nival      |
| Anfibios  | Anura           | Epidalea calamita      | rana temporaria      |
| Anfibios  | Anura           | Bufo bufo              | sapo europeo         |
| Mamíferos | Rodentia        | Sciurus vulgaris       | ardilla roja         |
| Reptiles  | Squamata        | Zootoca vivipara       | lagartija vivípara   |

Fuente: Bird Market y Natural England.

### Flora
En las aguas que bañan la playa, destacan plantas acuáticas como zostera marina, mientras que en tierra, en los límites de la playa, tocando la pineda, destacan la salicornia, suaeda maritima y limonium binervosum.

## Locación
Debido a la singularidad de la playa y el hecho de estar rodeada por un parque natural, ha propiciado que distintos directores de fotografía la eligieran como locación, o sea, un escenario de filmación exterior. Entre las producciones realizadas más destacadas, son las siguientes:
- 2018: Aniquilación dirigida por Alex Garland.[10]
- 2012: The Avengers, dirigida por Joss Whedon.[4]
- 1998: Shakespeare in Love, dirigida por John Maden.[10]
- 1976: The Eagle Has Landed, dirigida por John Sturges.[4]